# Pierre Michon
Pierre Michon, (Châtelus-le-Marcheix, 28 maart 1945) is een Frans schrijver.

## Biografie
Pierre Michon groeide op in het departement Creuse als zoon van een dorpsonderwijzeres. Over zijn familiale voorgeschiedenis en zijn vaderloze jeugd schreef hij in zijn debuut Vies minuscules (1984). Eind jaren zestig studeerde hij aan de universiteit van Clermont-Ferrand. Na een kortstondige carrière als acteur wijdde hij zich fulltime aan de literatuur. 
Pierre Michon woont in Nantes.

## Oeuvre
In zijn in 1984 verschenen debuut Vies minuscules voert Michon figuren ten tonele uit de arme plattelandsstreek waar hij zelf geboren is en opgegroeid. Zijn personages zijn eenvoudige mensen - familieleden van de verteller, ongeletterde boeren, een aan lagerwal geraakte pastoor, twee broers die elkaar naar het leven staan. Stuk voor stuk worden zij – tevergeefs – bezield door een verlangen naar iets groters. Op de achtergrond van deze verhalen schetst Michon een weinig vleiend zelfportret. Zijn ik-figuur levert een verbeten strijd met zijn mateloze literaire ambitie en zijn al even mateloze onmacht. Vies minuscules geldt in Frankrijk, vooral door zijn fonkelende, rauwe stijl, als een hedendaagse klassieker. 
Veel werk van Michon is in het Nederlands vertaald door Rokus Hofstede. Volgens Hofstede is Michons werk in het Nederlands intensiever vertaald dan in enige andere taal.